# Irajuba
Irajuba este un oraș în statul Bahia (BA) din Brazilia.